# 約翰·瓦倫丁·維斯塔·蕭

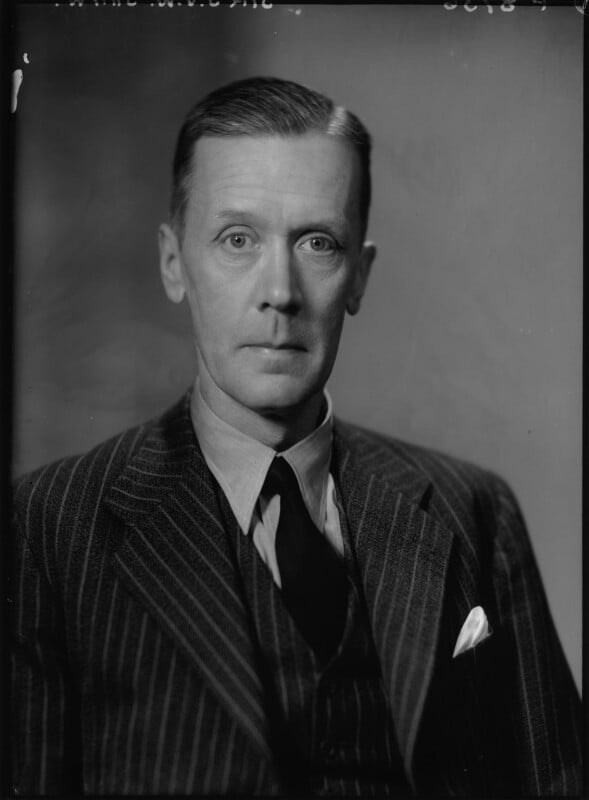
John Shaw (1946)

約翰‧瓦倫丁‧維斯塔‧蕭爵士（英語： KCMG，1894年2月14日—1982年12月24日），大英帝國行政官員。
蕭爵士生於英格蘭打比，在雷普頓學校接受教育，並在1914年至1919年第一次世界大戰期間服役，曾跟隨亞倫比將軍遠征巴勒斯坦地區（以色列地）。
他於1943年10月獲委任為巴勒斯坦託管地布政司，同年12月赴任。在任期間，他多次到訪猶太社區，並會見大衛·本-古里安、大衛·拉梅茲等猶太領導人；然而，他亦有參與打擊伊爾貢、萊希等猶太準軍事組織，甚至曾提議瓦解猶太政治領導層及自衛組織，因此不受託管地猶太人歡迎。自1944年9月起，他署理巴勒斯坦託管地高級專員職務，直至戈特勳爵獲委任為高級專員。1945年2月至1945年6月，他返回英格蘭休假。1946年，卸任布政司。
1947年，他獲委任為千里達（今千里達及多巴哥）總督，1950年1月退休。
1982年12月24日，蕭爵士在英格蘭修適士郡喜士定逝世。

## 藩政生涯
英屬黃金海岸
- 助理區域專員（1921–1925）
- 區域專員（1925–1928）
- 助理司長（1928–1935）

巴勒斯坦託管地
- 助理司長（1935–1938）
- 高級助理司長（1938–1939）
- 首席助理司長（1939–1940）

英屬塞浦路斯
- 輔政司（1940–1943）

巴勒斯坦託管地
- 布政司（1943）

巴勒斯坦託管地及英屬塞浦路斯
- 署理塞浦路斯總督、署理巴勒斯坦託管地高級專員（1940–1946）

英屬千里達（今千里達及多巴哥）
- 總督暨三軍總司令（1947–1950）[9]

## 外部連結
- Portrait （页面存档备份，存于） at the National Portrait Gallery